# Кам'янка (права притока Дніпра)
Кам'янка — річка в Україні у Вишгородському районі Київської області. Права притока річки Дніпра (басейн Дніпра).

## Опис
Довжина річки приблизно 9,96 км, найкоротша відстань між витоком і гирлом — 8,87  км, коефіцієнт звивистості річки — 1,12 . Формується декількома струмками та загатами.

## Розташування
Бере початок в урочищі Сороче у заболоченій місцині мішаного лісу. Тече переважно на південний схід через село Кам'янка, поміж урочищами Дідове Болото та Круги і на північно-східній стороні від села Глібівки впадає у річку Дніпро (Київське водосховище).

## Цікаві факти
- На правому березі річки біля гирла в селі Глібівка розташова База відпочинку СОТ «Політехнік»[2].